# -wik
-wik (und Varianten) ist eine deutsche und skandinavische Ortsnamenendung.

## Bedeutung
Die Ortsnamenendung -wik, -wyk, -wig, -vik oder -wiek; dänisch -vig hat folgende Bedeutungen:
- Im ehemals nordgermanischen Sprachraum bezeichnet es eine ‚Bucht‘ oder einen ‚Meerbusen‘.
- Im niederdeutschen Sprachraum steht die Endung für ‚Zaun‘ im Sinne eines umzäunten Gebietes. Mit der Bedeutung ‚Umzäunung‘, ‚Befestigung‘ kommt Wik bereits im Heliand vor. Es bezeichnet umzäunte oder befestigte Flächen vom Schaf-Pferch über (allgemein) Siedlung bis hin zu Stadt.
- Richtung Südwesten findet es eine Stütze in lateinisch vicus ‚Dorf‘ und steht nach dem Kontakt mit römischer Kultur primär für Siedlungen. Erhalten ist die Siedlungsform (der) Weich etwa in manchen Ortsnamen oder in der rechtlichen Stellung als Minderstadt in Weichbild (in Westfalen in der alten Bezeichnung Wigbold).

Sowohl lateinisch vicus „Dorf“ als auch die aus dem Germanischen kommende Endung -wik in der Bedeutung „umzäunte Siedlung“ stammen unabhängig voneinander aus der indogermanischen Wurzel *u̯eik-, *u̯ik-, *u̯oiko- „Haus, Siedlung“.

## Siedlungsnamen zu ‚umzäunt‘ oder ‚Dorf‘
- Almsick (von Almeswik), Bauerschaft östlich von Stadtlohn im Münsterland
- Altewiek, eines der fünf Weichbilde der Stadt Braunschweig
- Braunschweig (von Bruneswik, siehe Deutung des Stadtnamens)
- Gippeswyk Park, in England
- Herrenwyk, Stadtteil von Lübeck, an der Trave zwischen Lübeck und Travemünde
- etwa 1000 andere Ortsnamen in Nordwestdeutschland, den Niederlanden und England (wie Ipswich)
- Katwijk und Winterswijk in den Niederlanden
- Kettwig, ein Stadtteil Essens an der Ruhr
- Kiel-Wik, einer der größten Stadtteile der Stadt Kiel
- Osterwieck, Stadt am Großen Fallstein im Landkreis Harz, Sachsen-Anhalt
- Radewig, ein Stadtteil von Herford
- mehrere Sudwik, Nordwik, Ost(er)- und West(er)wik;
- Schleswig, Stadt an der Schlei, ca. 30 km von der Ostsee entfernt
- Vollerwiek, an der Eidermündung
- Kattwyk, bei Hamburg-Wilhelmsburg an der Süderelbe
- Bardowick, nördlich von Lüneburg an der Ilmenau
- Wieck, auf dem Darß, am Bodstedter Bodden
- Gützkow-Wieck, Ortsteil von Gützkow, 20 km südl. von Greifswald an der Peene
- Mursewiek, an der Straße zur Insel Ummanz auf Rügen
- Ralswiek, Gemeinde Rügens am Großen Jasmunder Bodden
- Wiek, Gemeinde Rügens am Wieker Bodden auf der Halbinsel Wittow

## Gewässernamen und Ortsnamen zu ‚Bucht‘

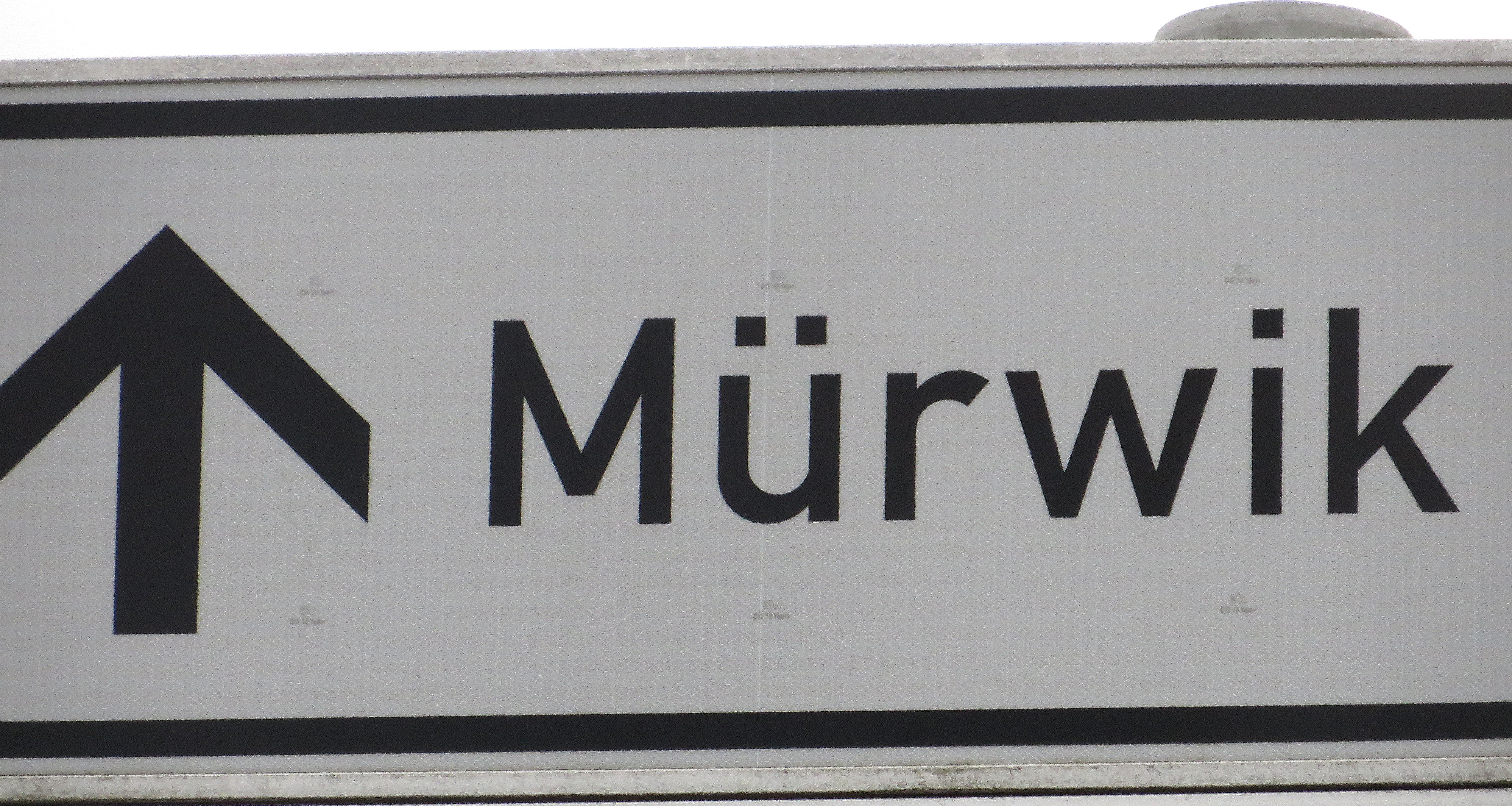
Straßenschild nach Mürwik

Wiek als Namensbestandteil von Binnen- oder Außenbuchten an der südlichen Ostseeküste:
- Dänische Wiek – Bucht des Greifswalder Boddens an der Ryck-Mündung
- Eggers Wiek – kleine Bucht nordwestlich von Wismar
- Großendorfer Wiek – kleine Bucht an der Südwestküste Fehmarns innerhalb der Orther Reede
- Hagensche Wiek – Bucht an der Westküste der stark gegliederten Halbinsel Mönchgut auf Rügen
- Krumminer Wiek – Binnenbucht des Peenestroms an der Westseite Usedoms
- Lemkenhafener Wiek – kleine Bucht an der Südwestküste Fehmarns innerhalb der Orther Reede
- Neuendorfer Wiek – Bucht im Nordwesten Rügens
- Pötenitzer Wiek – Bucht kurz vor der Travemündung
- Prohner Wiek – Bucht an der Westseite des nördlichen Strelasundes
- Prorer Wiek – Ostsee-Außenbucht an der Ostküste Rügens
- Putziger Wiek (Zatoka Pucka) – nordwestlicher Teil der Danziger Bucht, durch die Putziger Nehrung von der Ostsee abgetrennt
- Schoritzer Wiek – Bucht im Nordwestteil des Greifswalder Boddens zwischen Rügen und der Halbinsel Zudar
- Spandowerhagener Wiek – halbkreisförmige Bucht zwischen der Halbinsel Struck und dem Festland bzw. linke Ausbuchtung der Peenestrom-Mündung gegenüber der Nordseite der Insel Usedom
- Tromper Wiek – Ostsee-Außenbucht zwischen den Rügener Halbinseln Wittow und Jasmund
- Udarser Wiek – Bucht zwischen dem Nordteil der Insel Ummanz und Rügen
- Wohlenberger Wiek – Bucht im Südwesten der Wismarer Bucht, nördlich von Grevesmühlen und östlich von Boltenhagen
- Weiße Wiek – Bucht im Osten von Boltenhagen
- Wamper Wiek, im Süden der Insel Rügen gegenüber der Hansestadt Stralsund
- Gustower Wiek, im Süden der Insel Rügen
- Glewitzer Wiek, an der Halbinsel Zudar auf Rügen
- Puddeminer Wiek, an der Halbinsel Zudar auf Rügen
- Gristower Wiek, keilförmige Bucht am südwestlichen Greifswalder Bodden, ca. 8 km nördlich Greifswald, siehe Mesekenhagen
- Große Wiek, an der Halbinsel Zingst
- Kleine Wiek, an der Halbinsel Zingst
- Große Wiek, zwischen der Insel Poel und dem Salzhaff
- Schlutuper Wiek, an der Trave zwischen Lübeck und Travemünde
- Große Holzwiek, an der Trave zwischen Lübeck und Travemünde
- Kleine Holzwiek, an der Trave zwischen Lübeck und Travemünde
- Teschower Wiek, an der Trave zwischen Lübeck und Travemünde
- Sulsdorfer Wiek, bei Sulsdorf auf der Insel Fehmarn
- Gollendorfer Wiek, bei Gollendorf auf der Insel Fehmarn
- Bockholmwik, bei Glücksburg an der Flensburger Förde
- Mürwik, ein Stadtteil von Flensburg
- Meierwik, nordöstlich von Flensburg, verwachsen mit Mürwiks Stadtbezirk Solitüde
- Sandwig, ein Teil von Glücksburg, ca. 8 km nordöstlich von Flensburg-Mürwik

Die Bedeutung „Bucht“ hat die Endung in:
- Helguvík (Island);
- Keflavík (Island): „Treibholzbucht“;
- Kopervik (Norwegen);
- Reykjavík (Island): „Rauchbucht“;
- Schleswig: „Schleibucht“;
- Västervik (Schweden);
- Lemvig (Dänemark)
- Wyk auf Föhr, Hauptort der nordfriesischen Insel[2]

## Familienname
- Jessica Wik (* 1992), schwedische Fußballspielerin